# 克魯斯琴

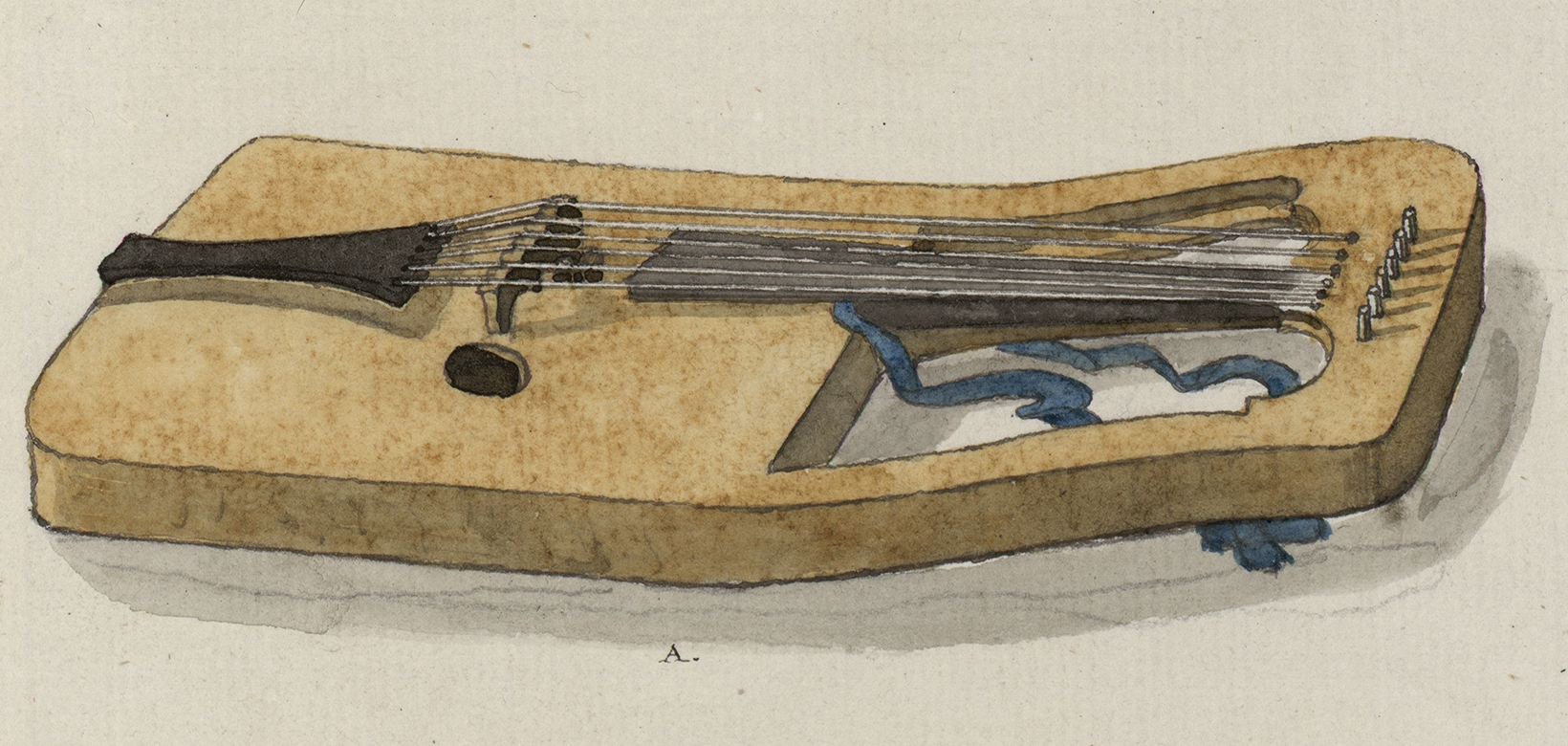

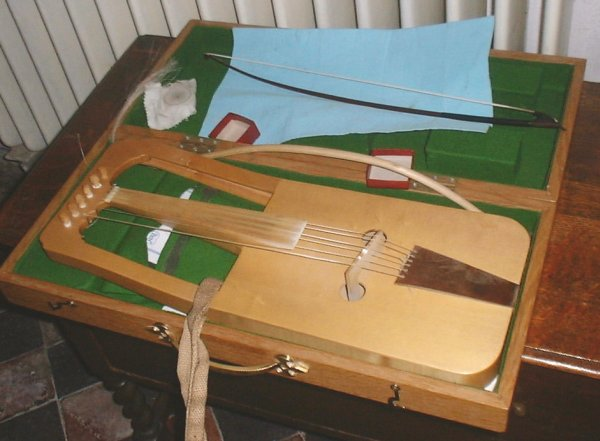

克魯斯琴是弦鳴樂器的一種。英国威尔士的传统乐器之一。

## 歷史

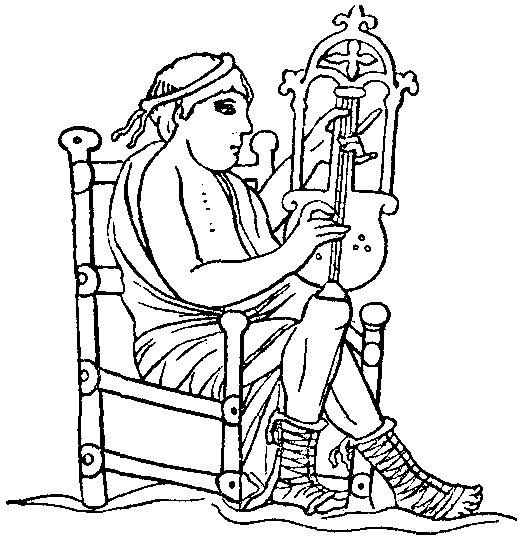

古代英國弓弦樂器是威爾士最古老的傳統樂器之一。
根據研究，5000年前在美索不達米亞西南亞平原地區、埃及，有類似的樂器，但尚未確認是否為克魯斯琴。

## 演奏
需使用琴弓拉動所有琴弦才可演奏，由於是古代樂器，音色較不純粹，發出的聲音低沉，演奏時會夾雜其他音階的嗡鳴。